# 中井駅

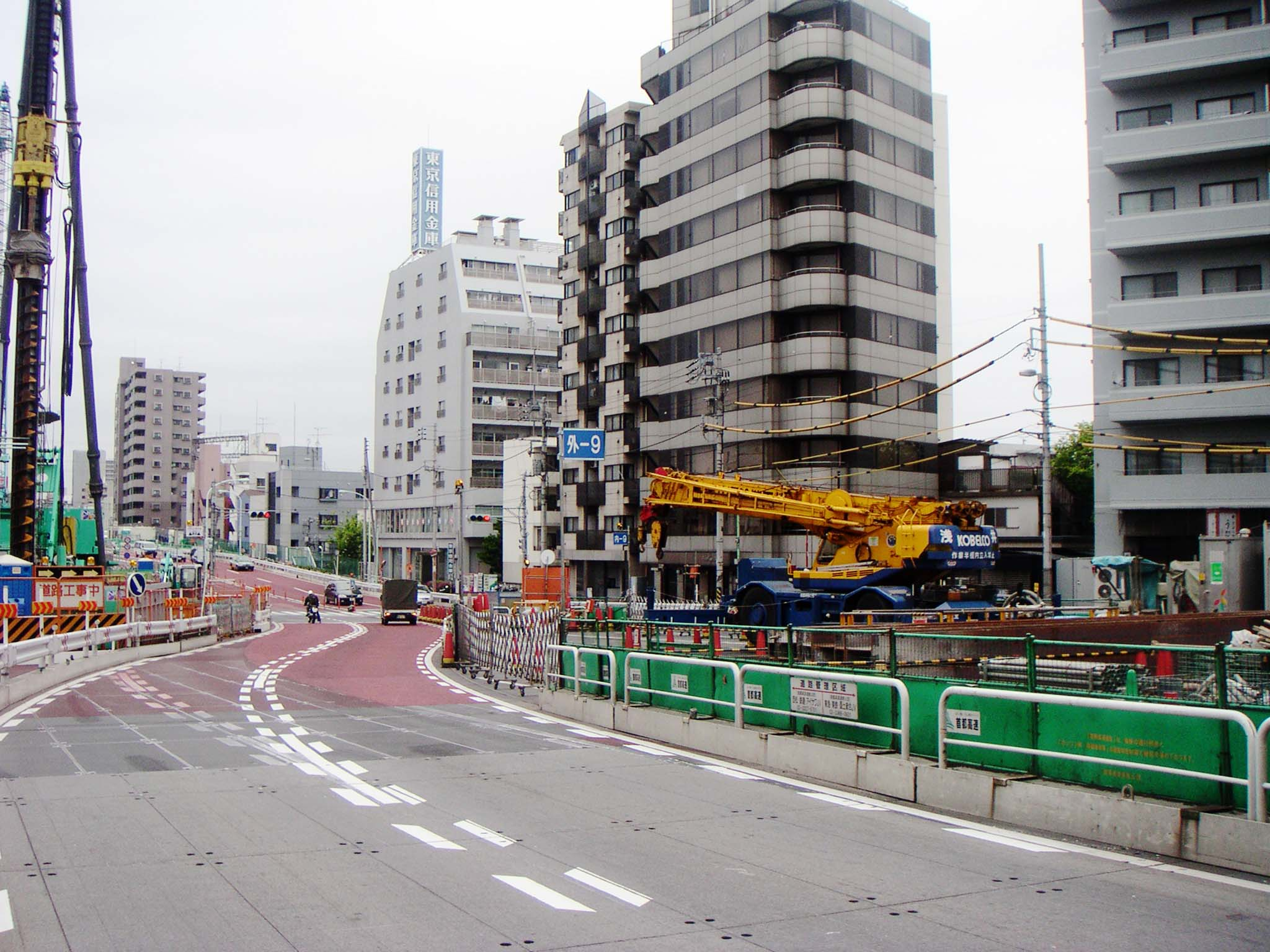
駅上の山手通り（2005年5月）

中井駅（なかいえき）は、東京都新宿区にある、西武鉄道・東京都交通局（都営地下鉄）の駅である。
所在地は西武鉄道が中落合一丁目、東京都交通局が上落合二丁目である。

## 乗り入れ路線
西武鉄道の駅には新宿線が、東京都交通局の駅には都営地下鉄大江戸線が乗り入れ、接続駅となっている。
- 西武鉄道： 新宿線 - 駅番号「SS04」
- 東京都交通局： 大江戸線 - 駅番号「E 32」

双方の駅は妙正寺川を挟んでそれぞれ独立している。構内を直接結ぶ連絡通路はなく、乗り換えには一度駅を出て地上の道路を歩くこととなる。

## 歴史
- 1927年（昭和2年）4月16日：西武新宿線の駅が開業。
- 1963年（昭和38年）11月1日：西武新宿線の駅構造が島式ホーム1面2線から相対式ホーム2面3線となり、電車追い越し可能駅となる[1]。
- 1969年（昭和44年）11月16日：西武新宿線駅で跨線橋の使用開始[1]。
- 1992年（平成4年）12月1日：自動改札機使用開始。
- 1997年（平成9年）12月19日：都営12号線の駅が開業し、乗換駅となる[2]。
- 2000年（平成12年）4月20日：都営12号線を大江戸線に改称。
- 2007年（平成19年）3月18日：西武鉄道・都営地下鉄でICカード「PASMO」の利用が可能となる[3]。
- 2016年（平成28年）
  - 6月5日：西武新宿線の駅改札口が地下化される[4]。
  - 12月17日：西武新宿線の駅に南北自由通路が設置され、北口の使用を開始[5][6]。

## 駅構造

### 西武鉄道
相対式ホーム2面2線と、中央にホームに面しない上下共用の通過線1線を有する地上駅。ただし、この通過線は上下線とも副本線（いわゆる中線）であり、分岐器での速度制限を受けるため速度を落として通過する。そのため、各駅停車等が通過待ちをする際には通過列車が通過線を通り、待避列車がいない場合はホームに面している本線側を通過する。
ホーム有効長は8両編成分である。また、車椅子が通行できないほどに狭くなっている箇所がある。
改札口は地下に設置されている。かつては改札口から山手通りへ直結する階段があったが、2000年頃に取り壊された。トイレは下りホームにある。
2016年6月5日から改札口を地下に移設。エレベーター・エスカレーターも設置され、西武鉄道で1日の平均利用者数が3000人以上の全ての駅でバリアフリー化が完了する。同年12月17日は南北自由通路が整備され、北口が新設された。

#### のりば

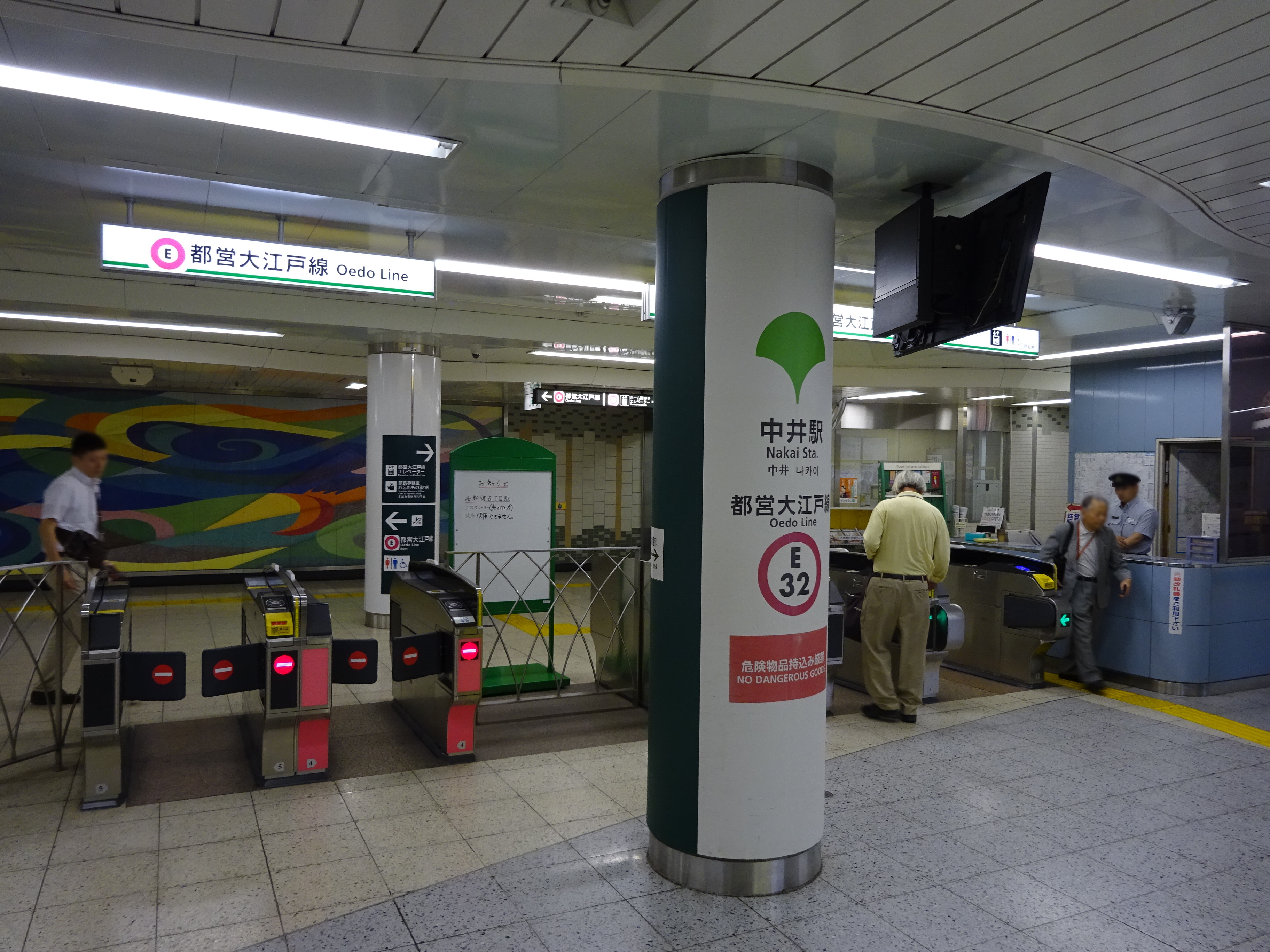
改札口（2016年6月）
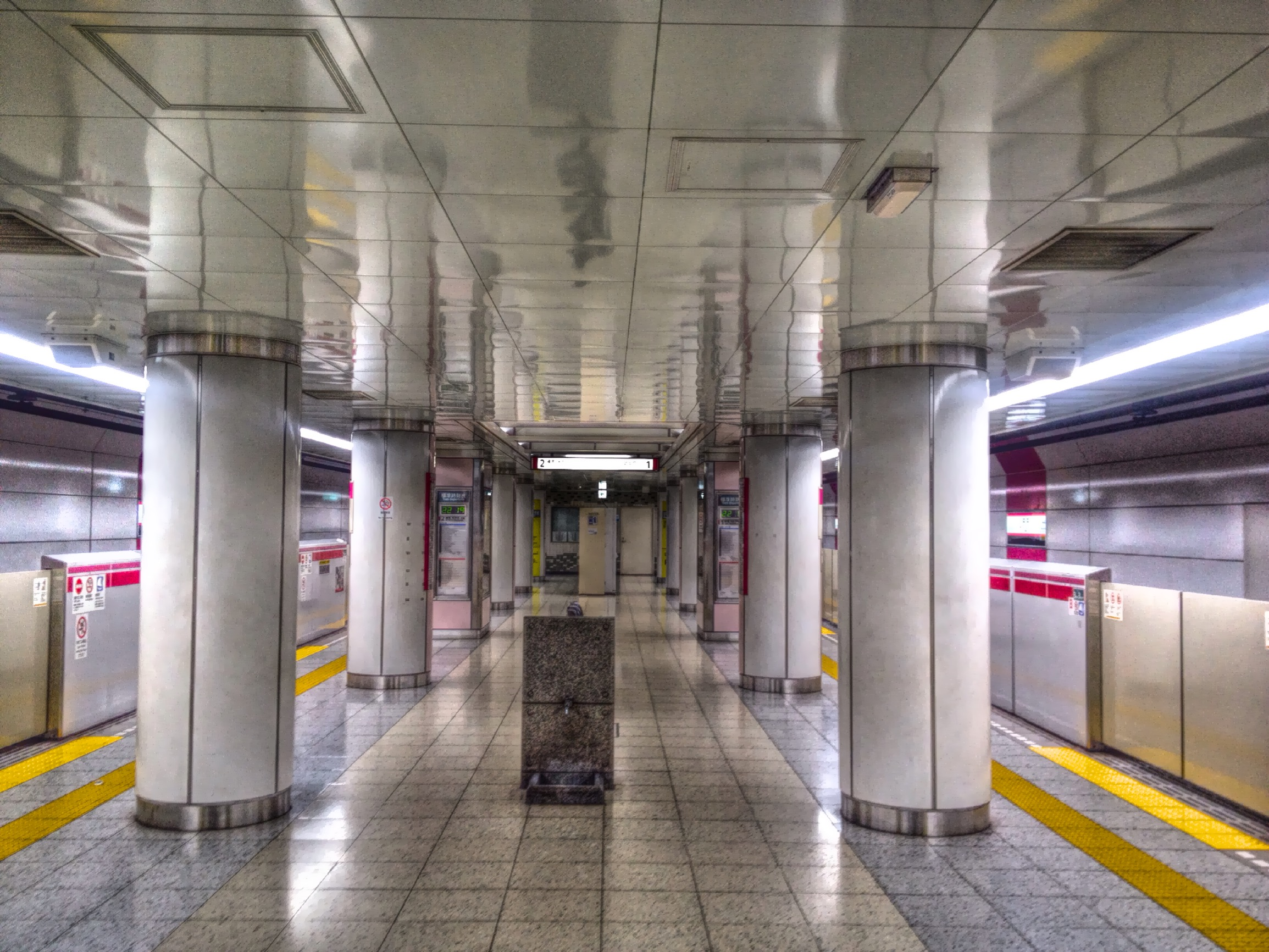
ホーム（2018年5月）

| ホーム | 路線   | 方向 | 行先                   |
| ------ | ------ | ---- | ---------------------- |
| 1      | 新宿線 | 下り | 所沢・本川越・拝島方面 |
| 2      | 新宿線 | 上り | 高田馬場・西武新宿方面 |

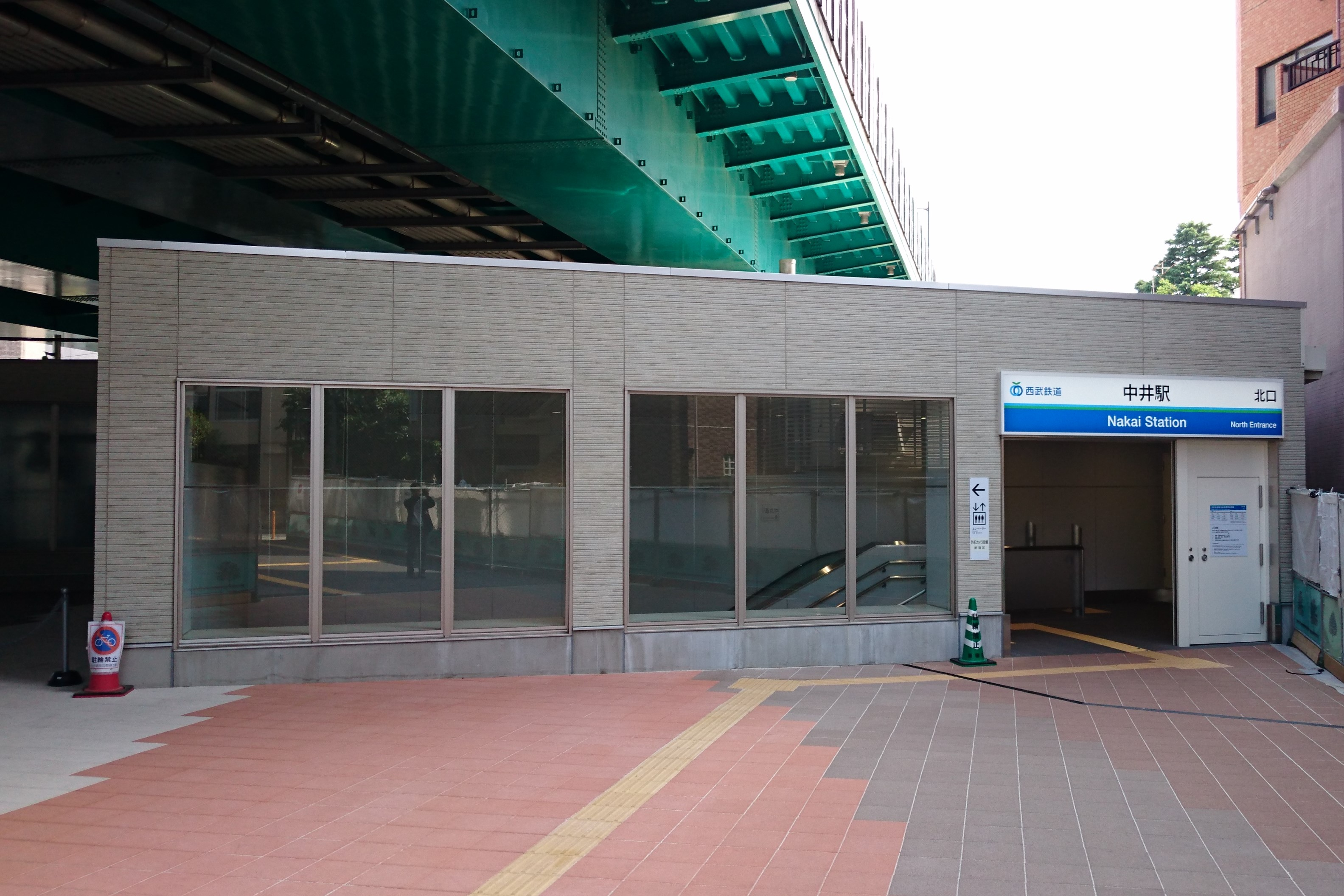
北口（2017年5月）
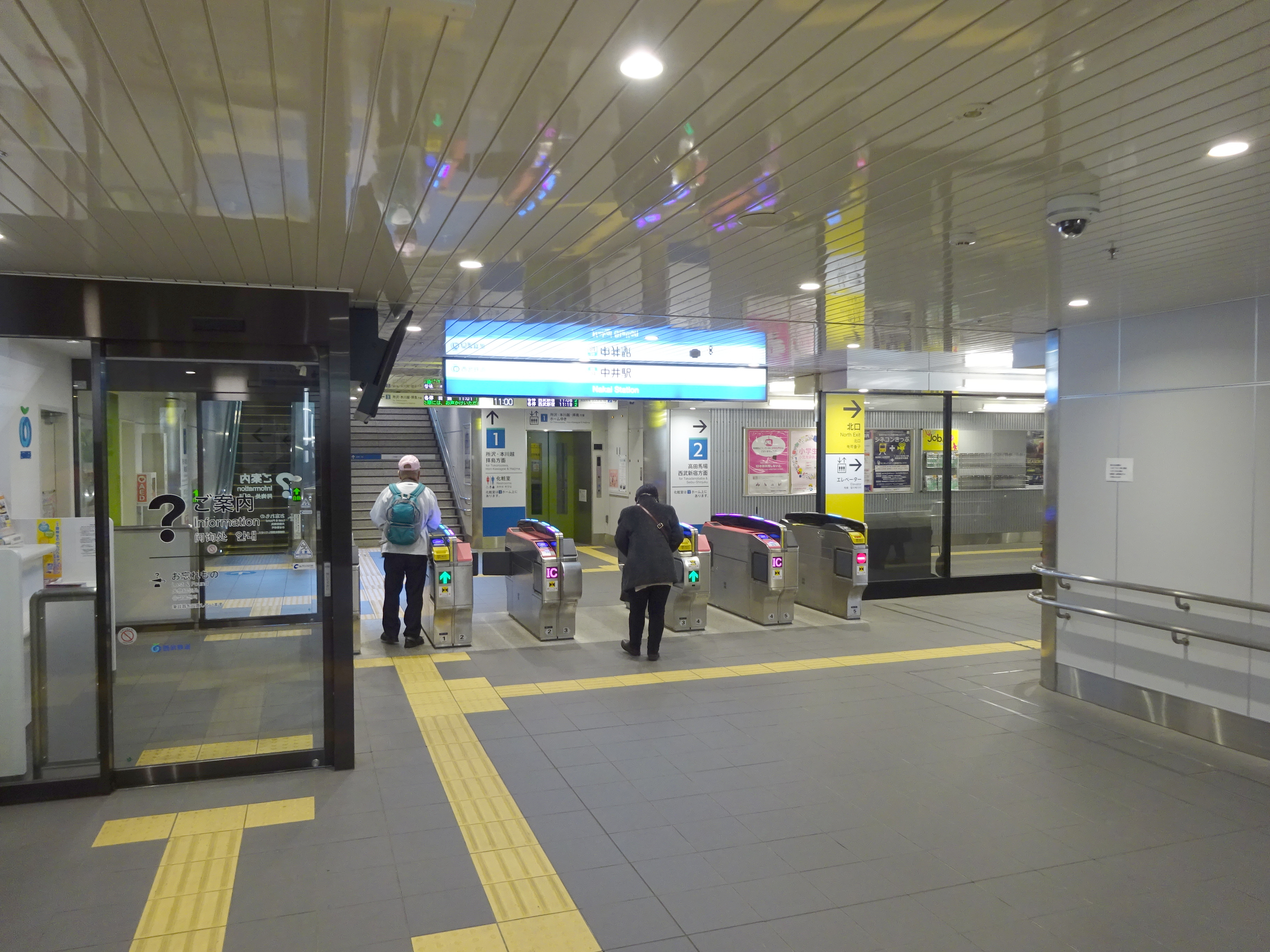
改札口（2017年2月）
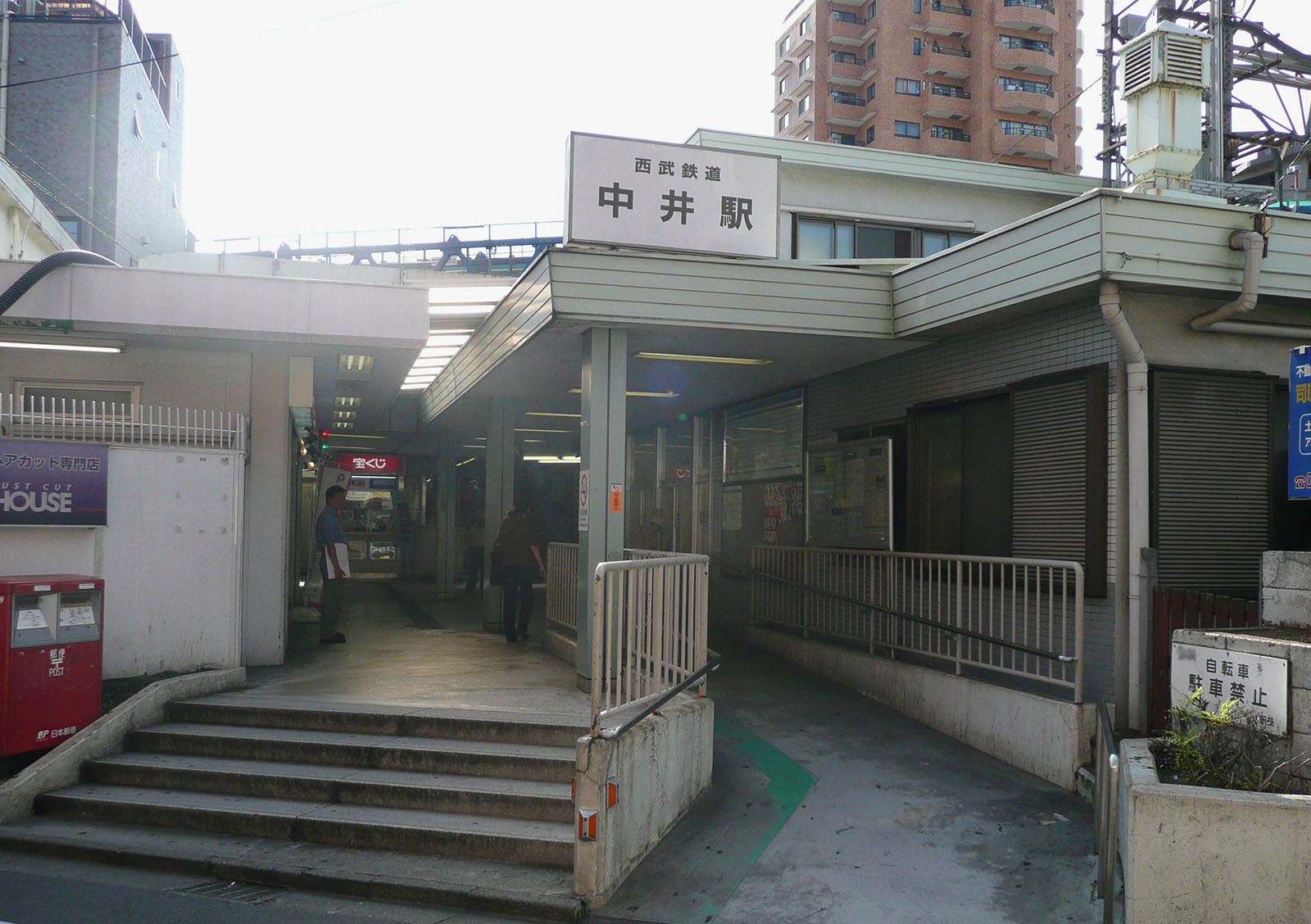
旧駅舎（2008年8月）

### 東京都交通局
島式ホーム1面2線を有する地下駅。
山手通りおよびその地下を通る首都高速中央環状線山手トンネルの直下、約35メートルの深さ（地下4階）にホームが位置している。出入口はA1（山手通り側）・A2（西武線側）の2か所ある。

#### のりば
| 番線 | 路線         | 行先             |
| ---- | ------------ | ---------------- |
| 1    | 都営大江戸線 | 六本木・大門方面 |
| 2    | 都営大江戸線 | 練馬・光が丘方面 |

（出典：都営地下鉄:駅構内図）
- 改札口（2016年6月）
- ホーム（2018年5月）

## 利用状況
- 西武鉄道 - 2024年度の1日平均乗降人員は27,638人である[西武 1]。
西武鉄道全92駅中35位。
- 都営地下鉄 - 2023年度の1日平均乗降人員は23,955人（乗車人員：12,237人、降車人員：11,718人）である[都交 1]。
大江戸線全38駅中31位。

### 年度別1日平均乗降人員
各年度の1日平均乗降人員数は下表の通り。
| 年度               | 西武鉄道         | 西武鉄道 | 都営地下鉄       | 都営地下鉄 |
| 年度               | 1日平均 乗降人員 | 増加率   | 1日平均 乗降人員 | 増加率     |
| ------------------ | ---------------- | -------- | ---------------- | ---------- |
| 1997年（平成09年） | 24,484           |          |                  |            |
| 1998年（平成10年） | 26,070           | 6.5%     |                  |            |
| 1999年（平成11年） | 25,588           | −1.8%    |                  |            |
| 2000年（平成12年） | 25,698           | 0.4%     |                  |            |
| 2001年（平成13年） | 25,906           | 0.8%     |                  |            |
| 2002年（平成14年） | 25,709           | −0.8%    |                  |            |
| 2003年（平成15年） | 26,362           | 2.5%     | 19,770           | 7.9%       |
| 2004年（平成16年） | 26,266           | −0.4%    | 19,956           | 0.9%       |
| 2005年（平成17年） | 26,587           | 1.2%     | 20,828           | 4.4%       |
| 2006年（平成18年） | 27,099           | 1.9%     | 21,377           | 2.6%       |
| 2007年（平成19年） | 28,133           | 3.8%     | 22,563           | 5.5%       |
| 2008年（平成20年） | 28,544           | 1.5%     | 22,563           | 0.0%       |
| 2009年（平成21年） | 28,807           | 0.9%     | 22,081           | −2.1%      |
| 2010年（平成22年） | 28,532           | −1.0%    | 21,881           | −0.9%      |
| 2011年（平成23年） | 27,662           | −3.0%    | 20,897           | −4.5%      |
| 2012年（平成24年） | 28,011           | 1.3%     | 21,956           | 5.1%       |
| 2013年（平成25年） | 28,264           | 0.9%     | 22,866           | 4.1%       |
| 2014年（平成26年） | 27,736           | −1.9%    | 23,407           | 2.4%       |
| 2015年（平成27年） | 27,885           | 0.5%     | 24,151           | 3.2%       |
| 2016年（平成28年） | 27,941           | 0.2%     | 24,608           | 1.9%       |
| 2017年（平成29年） | 29,104           | 4.2%     | 25,482           | 3.6%       |
| 2018年（平成30年） | 29,834           | 2.5%     | 25,798           | 1.2%       |
| 2019年（令和元年） | 29,347           | −1.6%    | 25,767           | −0.1%      |
| 2020年（令和02年） | 18,915           | −35.5%   | 18,252           | −29.2%     |
| 2021年（令和03年） | 21,640           | 14.4%    | 19,784           | 8.4%       |
| 2022年（令和04年） | 25,357           | 17.2%    | 22,186           | 12.1%      |
| 2023年（令和05年） | 26,686           | 5.2%     | 23,955           | 8.0%       |
| 2024年（令和06年） | 27,638           | 3.6%     |                  |            |

### 年度別1日平均乗車人員（1920年代 - 1930年代）
各年度の1日平均乗車人員の推移は下表の通りである。
| 年度               | 西武鉄道 | 出典             |
| ------------------ | -------- | ---------------- |
| 1927年（昭和02年） | 1,358    | [ 東京府統計 1 ] |
| 1928年（昭和03年） | 1,915    | [ 東京府統計 2 ] |
| 1929年（昭和04年） | 1,653    | [ 東京府統計 3 ] |
| 1930年（昭和05年） | 1,745    | [ 東京府統計 4 ] |
| 1931年（昭和06年） | 1,741    | [ 東京府統計 5 ] |
| 1932年（昭和07年） | 2,692    | [ 東京府統計 6 ] |
| 1933年（昭和08年） | 3,000    | [ 東京府統計 7 ] |
| 1934年（昭和09年） | 2,992    | [ 東京府統計 8 ] |
| 1935年（昭和10年） | 3,030    | [ 東京府統計 9 ] |

### 年度別1日平均乗車人員（1956年 - 2000年）
| 年度               | 西武鉄道 | 都営地下鉄 | 出典              |
| ------------------ | -------- | ---------- | ----------------- |
| 1956年（昭和31年） | 9,214    | 未開業     | [ 東京都統計 1 ]  |
| 1957年（昭和32年） | 9,272    | 未開業     | [ 東京都統計 2 ]  |
| 1958年（昭和33年） | 9,696    | 未開業     | [ 東京都統計 3 ]  |
| 1959年（昭和34年） | 10,261   | 未開業     | [ 東京都統計 4 ]  |
| 1960年（昭和35年） | 10,698   | 未開業     | [ 東京都統計 5 ]  |
| 1961年（昭和36年） | 11,420   | 未開業     | [ 東京都統計 6 ]  |
| 1962年（昭和37年） | 12,021   | 未開業     | [ 東京都統計 7 ]  |
| 1963年（昭和38年） | 12,764   | 未開業     | [ 東京都統計 8 ]  |
| 1964年（昭和39年） | 13,633   | 未開業     | [ 東京都統計 9 ]  |
| 1965年（昭和40年） | 14,232   | 未開業     | [ 東京都統計 10 ] |
| 1966年（昭和41年） | 13,308   | 未開業     | [ 東京都統計 11 ] |
| 1967年（昭和42年） | 13,178   | 未開業     | [ 東京都統計 12 ] |
| 1968年（昭和43年） | 12,845   | 未開業     | [ 東京都統計 13 ] |
| 1969年（昭和44年） | 12,840   | 未開業     | [ 東京都統計 14 ] |
| 1970年（昭和45年） | 12,721   | 未開業     | [ 東京都統計 15 ] |
| 1971年（昭和46年） | 12,369   | 未開業     | [ 東京都統計 16 ] |
| 1972年（昭和47年） | 12,822   | 未開業     | [ 東京都統計 17 ] |
| 1973年（昭和48年） | 13,068   | 未開業     | [ 東京都統計 18 ] |
| 1974年（昭和49年） | 13,296   | 未開業     | [ 東京都統計 19 ] |
| 1975年（昭和50年） | 13,057   | 未開業     | [ 東京都統計 20 ] |
| 1976年（昭和51年） | 12,504   | 未開業     | [ 東京都統計 21 ] |
| 1977年（昭和52年） | 12,334   | 未開業     | [ 東京都統計 22 ] |
| 1978年（昭和53年） | 12,751   | 未開業     | [ 東京都統計 23 ] |
| 1979年（昭和54年） | 12,858   | 未開業     | [ 東京都統計 24 ] |
| 1980年（昭和55年） | 12,721   | 未開業     | [ 東京都統計 25 ] |
| 1981年（昭和56年） | 12,792   | 未開業     | [ 東京都統計 26 ] |
| 1982年（昭和57年） | 12,633   | 未開業     | [ 東京都統計 27 ] |
| 1983年（昭和58年） | 12,574   | 未開業     | [ 東京都統計 28 ] |
| 1984年（昭和59年） | 12,436   | 未開業     | [ 東京都統計 29 ] |
| 1985年（昭和60年） | 12,603   | 未開業     | [ 東京都統計 30 ] |
| 1986年（昭和61年） | 13,038   | 未開業     | [ 東京都統計 31 ] |
| 1987年（昭和62年） | 13,191   | 未開業     | [ 東京都統計 32 ] |
| 1988年（昭和63年） | 13,277   | 未開業     | [ 東京都統計 33 ] |
| 1989年（平成元年） | 12,967   | 未開業     | [ 東京都統計 34 ] |
| 1990年（平成02年） | 13,247   | 未開業     | [ 東京都統計 35 ] |
| 1991年（平成03年） | 13,128   | 未開業     | [ 東京都統計 36 ] |
| 1992年（平成04年） | 12,786   | 未開業     | [ 東京都統計 37 ] |
| 1993年（平成05年） | 12,441   | 未開業     | [ 東京都統計 38 ] |
| 1994年（平成06年） | 12,008   | 未開業     | [ 東京都統計 39 ] |
| 1995年（平成07年） | 11,787   | 未開業     | [ 東京都統計 40 ] |
| 1996年（平成08年） | 11,630   | 未開業     | [ 東京都統計 41 ] |
| 1997年（平成09年） | 11,430   | 3,417      | [ 東京都統計 42 ] |
| 1998年（平成10年） | 12,112   | 4,427      | [ 東京都統計 43 ] |
| 1999年（平成11年） | 11,902   | 4,940      | [ 東京都統計 44 ] |
| 2000年（平成12年） | 12,052   | 6,200      | [ 東京都統計 45 ] |

### 年度別1日平均乗車人員（2001年以降）
| 年度               | 西武鉄道 | 都営地下鉄 | 出典              |
| ------------------ | -------- | ---------- | ----------------- |
| 2001年（平成13年） | 12,537   | 8,575      | [ 東京都統計 46 ] |
| 2002年（平成14年） | 12,614   | 9,156      | [ 東京都統計 47 ] |
| 2003年（平成15年） | 13,005   | 9,863      | [ 東京都統計 48 ] |
| 2004年（平成16年） | 12,956   | 10,008     | [ 東京都統計 49 ] |
| 2005年（平成17年） | 13,142   | 10,468     | [ 東京都統計 50 ] |
| 2006年（平成18年） | 13,416   | 10,745     | [ 東京都統計 51 ] |
| 2007年（平成19年） | 13,975   | 11,355     | [ 東京都統計 52 ] |
| 2008年（平成20年） | 14,186   | 11,359     | [ 東京都統計 53 ] |
| 2009年（平成21年） | 14,340   | 11,154     | [ 東京都統計 54 ] |
| 2010年（平成22年） | 14,178   | 11,036     | [ 東京都統計 55 ] |
| 2011年（平成23年） | 13,702   | 10,581     | [ 東京都統計 56 ] |
| 2012年（平成24年） | 13,923   | 11,085     | [ 東京都統計 57 ] |
| 2013年（平成25年） | 13,960   | 11,583     | [ 東京都統計 58 ] |
| 2014年（平成26年） | 13,683   | 11,887     | [ 東京都統計 59 ] |
| 2015年（平成27年） | 13,776   | 12,276     | [ 東京都統計 60 ] |
| 2016年（平成28年） | 13,802   | 12,517     | [ 東京都統計 61 ] |
| 2017年（平成29年） | 14,389   | 12,957     | [ 東京都統計 62 ] |
| 2018年（平成30年） | 14,781   | 13,113     | [ 東京都統計 63 ] |
| 2019年（令和元年） | 14,555   | 13,118     | [ 東京都統計 64 ] |
| 2020年（令和02年） |          | 9,318      |                   |
| 2021年（令和03年） |          | 10,120     |                   |
| 2022年（令和04年） |          | 11,356     |                   |
| 2023年（令和05年） |          | 12,237     |                   |

備考
1. ↑  1927年4月16日開業。
2. ↑  1997年12月19日開業。

## 駅周辺
西武鉄道のホームの上を山手通りの高架（中井富士見橋）が通過している。
- 新宿区立林芙美子記念館
- 目白学園
  - 目白大学 新宿キャンパス
  - 目白大学短期大学部
  - 目白研心中学校・高等学校
- 新宿上落合郵便局
- みずほ銀行中井支店
- 東京信用金庫中井駅前支店
- 山手通り（東京都道317号環状六号線）
- 東京メトロ東西線 落合駅
- 妙正寺川
- 東京博善 落合斎場

### バス路線
最寄り停留所は山手通り上にある「中井駅」（大江戸線は南隣の「上落合二丁目」）である。
- 西武バス
  - 宿20系統：新宿駅西口行 / 西武百貨店前（池袋駅東口）行
  - 宿20-2系統：新宿駅西口行

## 隣の駅
西武鉄道
 新宿線
■拝島ライナー・■快速急行・■通勤急行・■急行・■準急
通過
■各駅停車
下落合駅 (SS03) - 中井駅 (SS04) - 新井薬師前駅 (SS05)
東京都交通局（都営地下鉄）
 都営大江戸線
東中野駅 (E 31) - 中井駅 (E 32) - 落合南長崎駅 (E 33)

#### 利用状況に関する出典
私鉄・地下鉄の統計データ
1. ↑  レポート - 関東交通広告協議会
2. 1 2  新宿区の概況 - 新宿区

西武鉄道の1日平均利用客数
1. 1 2 3  “駅別乗降人員（2024年度1日平均）” (pdf).   西武鉄道. 2025年6月7日閲覧。
2. ↑  駅別乗降人員（2020年度1日平均） - ウェイバックマシン（2021年9月23日アーカイブ分）、2022年8月20日閲覧
3. ↑  駅別乗降人員（2021年度1日平均） - ウェイバックマシン（2022年7月8日アーカイブ分）、2022年8月20日閲覧
4. ↑  “駅別乗降人員（2022年度1日平均）” (pdf).   西武鉄道. 2023年7月22日閲覧。
5. ↑  “駅別乗降人員（2023年度1日平均）” (pdf).   西武鉄道. 2024年6月21日閲覧。

東京都交通局 各駅乗降人員
1. 1 2 3 4  “事業概要（令和6年度版）” (pdf).   東京都交通局. p. 80-81. 2025年1月19日時点のオリジナルよりアーカイブ。2025年1月19日閲覧。
2. 1 2  “各駅乗降人員一覧｜東京都交通局”.   東京都交通局. 2021年11月4日時点のオリジナルよりアーカイブ。2022年11月13日閲覧。
3. 1 2  “各駅乗降人員一覧｜東京都交通局”.   東京都交通局. 2022年11月12日時点のオリジナルよりアーカイブ。2022年11月13日閲覧。
4. 1 2  令和4年度 運輸統計年報 (PDF) (Report). 東京都交通局. 2023年11月3日時点のオリジナル (pdf)よりアーカイブ。2023年11月3日閲覧。

東京府統計書
1. ↑  昭和2年
2. ↑  昭和3年
3. ↑  昭和4年
4. ↑  昭和5年
5. ↑  昭和6年
6. ↑  昭和7年
7. ↑  昭和8年
8. ↑  昭和9年
9. ↑  昭和10年

東京都統計年鑑
1. ↑  昭和31年 (PDF)  - 14ページ
2. ↑  昭和32年 (PDF)  - 14ページ
3. ↑  昭和33年 (PDF)  - 14ページ
4. ↑  昭和34年
5. ↑  昭和35年
6. ↑  昭和36年
7. ↑  昭和37年
8. ↑  昭和38年
9. ↑  昭和39年
10. ↑  昭和40年
11. ↑  昭和41年
12. ↑  昭和42年
13. ↑  昭和43年
14. ↑  昭和44年
15. ↑  昭和45年
16. ↑  昭和46年
17. ↑  昭和47年
18. ↑  昭和48年
19. ↑  昭和49年
20. ↑  昭和50年
21. ↑  昭和51年
22. ↑  昭和52年
23. ↑  昭和53年
24. ↑  昭和54年
25. ↑  昭和55年
26. ↑  昭和56年
27. ↑  昭和57年
28. ↑  昭和58年
29. ↑  昭和59年
30. ↑  昭和60年
31. ↑  昭和61年
32. ↑  昭和62年
33. ↑  昭和63年
34. ↑  平成元年
35. ↑  平成2年
36. ↑  平成3年
37. ↑  平成4年
38. ↑  平成5年
39. ↑  平成6年
40. ↑  平成7年
41. ↑  平成8年
42. ↑  平成9年
43. ↑  平成10年 (PDF)
44. ↑  平成11年 (PDF)
45. ↑  平成12年
46. ↑  平成13年
47. ↑  平成14年
48. ↑  平成15年
49. ↑  平成16年
50. ↑  平成17年
51. ↑  平成18年
52. ↑  平成19年
53. ↑  平成20年
54. ↑  平成21年
55. ↑  平成22年
56. ↑  平成23年
57. ↑  平成24年
58. ↑  平成25年
59. ↑  平成26年
60. ↑  平成27年
61. ↑  平成28年
62. ↑  平成29年
63. ↑  平成30年
64. ↑  平成31年・令和元年